# Дієго Ромеро (футболіст, 2001)
Дієго Алонсо Ромеро Качай (ісп. Diego Alonso Romero Cachay; нар. 17 серпня 2001, Чиклайо) — перуанський футболіст, воротар клубу «Універсітаріо де Депортес» та молодіжної збірної Перу. Дворазовий чемпіон Перу.

## Клубна кар'єра
Народився 17 серпня 2001 року в місті Чиклайо. Вихованець футбольної школи клубу «Універсітаріо де Депортес». Професійну футбольну кар'єру розпочав 2020 року в основній команді того ж клубу. У складі команди Ромеро двічі став чемпіоном Перу.

## Виступи за збірні
З 2019 року Дієго Ромеро грає у складі молодіжної збірної Перу. На молодіжному рівні зіграв у 3 офіційних матчах, пропустив 7 голів. У 2024 році Ромеро включили до складу національної збірної Перу для участі в розіграшу Кубка Америки 2024 року у США, проте на поле футболіст не виходив, і в національній збірній не дебютував.

## Титули і досягнення
- Чемпіон Перу (2):

«Універсітаріо де Депортес»: 2023, 2024